# 1997年6月逝世人物列表
1997年逝世人物列表：1月 - 2月 - 3月 - 4月 - 5月 - 6月 - 7月 - 8月 - 9月 - 10月 - 11月 - 12月
1997年6月逝世人物列表，是用於匯總1997年6月期間逝世人物的列表。

## 依日期排序

### 1日
- 弗洛倫斯·懷辛格·艾倫，84歲，非裔美國藝術家模特。[1]
- 露絲·阿特金森，78歲，美國漫畫家，死於癌症。[2]
- 加蘭·T·伯德，72歲，來自喬治亞州的美國政治家。
- 喬治·P·利瓦諾斯，70歲，希臘裔美國航運巨頭。[3]
- 弗雷德·勞赫，87歲，奧地利歌手和詞曲作者。
- 米奇·羅科，81歲，美國棒球運動員。[4]
- 伯納德·西格爾，89歲，美國律師民權活動家，死於癌症。[5]
- 罗伯特·瑟伯尔，88歲，美國物理學家，死於腦癌。[6]
- 尼古拉·吉洪诺夫，92歲，蘇聯俄烏政治家。[7]

### 2日
- 盧卡斯·奧雷德尼克，79歲，奧地利足球運動員和足球經理。
- 路易絲·亨廷頓，92歲，美國女演員。
- 海倫·雅各斯，88歲，美國網球冠軍，心力衰竭而死。[8]
- 威廉·亞歷山大·利維，87歲，美國建築師。[9]
- 尼古拉·奧澤羅夫，74歲，蘇聯網球運動員和演員。
- 埃迪·湯瑪斯，70歲，威爾士拳擊手和經理，死於癌症。
- 熱亞·別洛烏索夫，32歲，蘇聯/烏克蘭流行歌手，死於中風。
- 馬丁·布朗芬布倫納，82歲，美國經濟學家。[10]
- 肯尼斯·麥克諾特，91歲，美國爵士小號手，歌手和樂隊領隊。[11]
- 科溫·克拉特，73歲，美國橄欖球運動員。[12]
- 艾達·圖雷，89歲，匈牙利電影女演員。

### 3日
- 約翰霍爾特，73歲，牙買加板球運動員
- 丹尼斯·詹姆斯，79歲，美國電視名人和慈善家[13]
- 薩爾瓦多·阜姆，81歲，意大利畫家、雕塑家、建築師和作家[14]
- 米諾克什·西洛卡，80歲，印度女演員

### 4日
- 托馬斯·博伊爾斯頓·亞當斯，86歲，美國企業高層及作家[15]
- 斯圖爾特安德森，85歲，澳洲足球運動員
- 凱瑟琳以掃，99歲，德裔美國植物學家[16]
- 羅尼萊恩，51歲，英國音樂家[17]
- 約翰尼“哈蒙德”史密斯，63歲，美國靈魂爵士樂及硬博普樂風琴手
- 佩德羅·薩巴拉，58歲，西班牙足球運動員

### 5日
- 傑克·威爾遜·埃文斯，74歲，美國政治家及德克萨斯州達拉斯市市長
- 伊萊恩·瑞安·赫奇斯，69歲，美國女權主義者[18]
- 奧爾加基里希，72歲，南非及以色列詩人
- J·安東尼·盧卡斯，64歲，美國記者和作家[19]
- 古斯塔夫·里希特，84歲，德國黨衛軍軍官

### 6日
- 埃德爾·坎托尼，90歲，烏拉圭賽車手
- 瑪格達嘉寶，81歲，匈牙利裔美國女演員及社交名媛
- 莫妮卡戈爾丁，94歲，英國陸軍護士.[20]
- 查爾斯瓊斯，86歲，加拿大裔美國当代古典音乐作曲家[21]
- 漢努勒米寧，87歲，芬蘭電影導演、佈景設計師及編劇[22]
- 特德·內桑森，72歲，美國電視導演[23]
- 理查德·尼爾森，59歲，英國外交官[24]
- 廖山涛，77歲，中國數學家
- 阿蘭古迪索姆，64歲，印度泰米爾語電影作詞人

### 7日
- 拉古拉吉巴哈托爾，73歲，印度統計學家[25]
- 劉易斯·懷特·貝克，83歲，美國哲學家及德国哲学學者[26]
- 雅克·卡內蒂，88歲，法國音樂家[27]
- 保羅雷德，54歲，英國作曲家[28]
- 斯坦利沙克特，75歲，美國心理學家[29]
- 那傑日達·西蒙尼安，75歲，俄羅斯作曲家

### 8日
- 貝蒂·安杜哈爾，84歲，美國公民活動家及政治家[30]
- 諾曼·克利夫蘭，96歲，美國欖球運動員[31]
- 肯·亨特，62歲，美國棒球運動員[32]
- 朴在森，64歲，韓國詩人
- 里德·謝爾頓，72歲，美國演員[33]
- 喬治·特納，80歲，澳大利亞作家及評論家[34]
- 阿莫斯圖托拉，76歲，尼日利亞作家[35]
- 卡伦·韦特豪恩，48歲，美國化學教授

### 9日
- 鲍伊科·卡罗伊，52歲，匈牙利摔跤手[36]
- 羅伯特·W·漢森，86歲，美國律師及法學家
- 伊斯梅爾·韋爾塔，80歲，智利海軍上將及政治家
- 斯坦利·諾爾斯，88歲，加拿大政治家[37]
- 葉夫根離·列別捷夫，80歲，蘇聯及俄羅斯演員[38]
- 桑頓·李，90歲，美國棒球運動員[39]
- 李常受，91歲，傳道人

### 10日
- 卡洛林娜·柯頓，71歲，美國歌手及演員[40]
- 萊奧·福爾德，84歲，荷蘭歌手[41]
- 金基洙，57歲，韓國拳擊冠軍[42]
- 周林，85歲，中國政治家[43]

### 11日
- 赫爾曼·巴蘇德，38歲，烏干達卡東戈·卡姆音樂家，死於交通事故。
- 羅伯特·貝茨，48歲，北愛爾蘭阿爾斯特忠誠者，被槍殺。
- 塔拉薩·克魯索，88歲，英裔美國主持人，園藝，作家。[44]
- 班·鄧克曼，83歲，加拿大-以色列軍官，心臟病發作而死。
- 貢薩洛·豐塞卡，74歲，烏拉圭藝術家，死於中風。[45]
- 拉爾夫·科爾，73歲，美式橄欖球運動員，教練和球探。[46]
- 薩蒂亞納拉亞納·拉吉古魯，93歲，印度文學家，金石學家和歷史學家。
- 米希爾·森，66歲，印度長距離游泳運動員，死於阿爾茨海默氏症和帕金森氏症。
- 庫爾特·斯托佩爾，89歲，德國公路自行車賽車手。
- 呂特菲耶蘇丹，87歲，土耳其奧斯曼公主。

### 12日
- 喬·巴卡特，75歲，比利時足球運動員。
- 里克·鮑德溫，42歲，美國賽車手，死於賽車事故。
- 彼得·德洪特，80歲，荷蘭雕塑家。
- 科萊特·馬尼，70歲，法國歌手和詞曲作者。[47]
- 維托里奧·墨索里尼，80歲，義大利影評人和製片人。
- 布拉特·奧庫扎娃，73歲，蘇聯/俄羅斯詩人、作家、音樂家和創作歌手。[48]
- 阿納爾多·奧森蒂，83歲，義大利足球運動員和教練。[49]
- 維科·文納摩，84歲，芬蘭政治家。
- 喬·本·惠特，81歲，美國考古學家和作家。[50]

### 13日
- 阿爾貝爾托，49歲，葡萄牙詩人和畫家[51]
- 拉迪斯勞·博尼哈迪，74歲，匈牙利裔羅馬尼亞足球運動員。
- 阿南德·納拉因·穆拉，95歲，印度烏爾都語詩人。[52]
- 喬治·斯特魯加，63歲。美國橄欖球運動員[53]

### 14日
- 瑪喬麗·貝斯特，94歲，美國服裝設計師
- 赫爾穆特·費舍爾，70歲，德國演員[54]
- 理查·傑克爾，70歲，美國演員[55]
- 海倫娜·桑德斯，86歲，英國文化活動家、政治家和詩人。

### 15日
- 尼古拉斯·丹比，英國管風琴家和作曲家。
- 喬治·登霍爾姆，88歲，二戰期間的英國飛行王牌。
- 弗羅德·雅各森，90歲，丹麥作家和政治家。
- 埃德蒙·勒伯頓，82歲，比利時政治家和首相。[56]
- 羅伯特·C·麥克尤恩，77歲，美國政治家。[57]
- 阿蒂利奧·雷多爾菲，73歲，義大利-法國自行車賽車手。[58]
- 孫森，67歲，柬埔寨共產黨政治家和士兵，即決處決。
- 達爾·斯蒂文斯，85歲，澳大利亞作家。

### 16日
- 瑪麗亞·巴特拉科娃，74歲，蘇聯和俄羅斯紅軍軍官，蘇聯英雄。
- 羅爾夫·埃裡克森，74歲，瑞典爵士小號手。[59]
- 巴迪烏丁·馬哈茂德，92歲，斯里蘭卡政治家。
- 伊莉莎白·麥克布萊德，42歲，美國服裝設計師
- 邁克爾·奧赫利希，68歲，愛爾蘭電視製片人和導演。[60]
- 蘇庫馬蘭，49歲，印度電影演員和製片人
- 住井澄，95歲，日本社會改革家、作家和小說家。[61]
- 湯姆·森德加德，53歲，丹麥足球運動員。
- 英格·韋爾辛-蘭奇納，92歲，奧地利高山滑雪運動員和世界冠軍。

### 17日
- 弗朗西斯·福斯特，73歲，美國電影、電視和舞臺女演員[62]
- 伯恩哈德·詹森，85歲，丹麥平水皮划艇運動員[63]
- 莫里斯·羅特斯，80歲，英國電影剪輯師。
- 哈里·克里希納·夏斯特里，59歲，印度政治家。

### 18日
- 詹姆斯·威拉德·赫斯特，86歲，美國法律學者和法律史先驅[64]
- 列夫·科佩列夫，85歲，蘇聯作家和持不同政見者。[65]
- 德文·羅素，牙買加搖滾樂和雷鬼歌手和唱片製作人
- 坎迪多·塔瓦雷斯，85歲，葡萄牙足球守門員和經理。
- 何塞·瑪麗亞·費爾南德斯·烏薩因，78歲，阿根廷電影導演、編劇和劇作家。[66]
- C·馬丁·威爾伯，89歲，美國歷史學家，哥倫比亞大學教授。[67]
- 赫克托·亞扎爾德，51歲，阿根廷足球運動員，心力衰竭而死。

### 19日
- 巴蘇·巴塔查里亞，印度電影導演[68]
- 羅伯特·法蘭西斯·伯恩斯，79歲，美國歷史學教授[69]
- 伊日·大衛，74歲，捷克短跑運動員[70]
- 凱薩琳·德拉尼，89歲，愛爾蘭女演員。[71]
- 奧爾加·喬治-皮科，57歲，法國女演員[72]
- 瑟曼·格林，56歲，美國爵士長號手。[73]
- 鮑比·赫爾姆斯，63歲，美國鄉村音樂歌手[74]
- 羅伯特·亨利昂，81歲，比利時政治家。[75]
- 裘莉婭·史密斯，70歲，英國電視導演和製片人[76]
- 史丹·斯塔夏克，60歲，加拿大職業摔跤手

### 20日
- 约翰·阿基-布阿，47歲，烏干達男子田徑運動員。[77]
- 阿曼多·布蘭西亞，79歲，義大利影視演員。[78]
- 保罗·卡雷尔，85歲，德國納粹政治家和宣傳家。
- 亨利·海斯特，70歲，比利時擲錘手和奧運選手。[79]
- 卡希特·庫勒比，80歲，土耳其詩人和作家
- 約翰·邁克爾·麥克唐納，91歲，加拿大政治家。
- 勞倫斯·佩頓，59歲，美國男高音、詞曲作者、音樂家和唱片製作人
- 阿爾貝托·里維拉，61歲，西班牙反天主教宗教活動家[80]
- 程宏毅，92/93歲，中華人民共和國政治人物。

### 21日
- 勝新太郎，65歲，日本演員、歌手、製片人、導演[81]
- 尚蒂拉爾·賈姆納達斯·梅塔，92歲，印度外科醫生和醫學學者。
- 亞瑟·普里索克，68歲，美國爵士樂和R&B歌手。[82]
- 卡爾·里德布施，65歲，德國歌劇貝斯手。[83]
- 菲德爾·委拉斯開茲·桑切斯，97歲，墨西哥工會領袖[84]
- 弗拉基米尔·维诺格拉多夫，75歲，蘇聯外交官。

### 22日
- 拉爾斯·貝爾根達爾，88歲，挪威越野滑雪運動員。
- 威廉·斯萊特·布朗，100歲，美國小說家、傳記作家和法國文學翻譯家。[85]
- 拉裡·格羅斯曼，53歲，加拿大政治家
- 泰德·加德斯塔德，41歲，瑞典歌手、詞曲作者、音樂家和演員
- 唐·亨德森，65歲，英國演員[86]
- 保羅·納波利塔諾，74歲，美國籃球運動員。[87]
- 熱拉爾·佩爾蒂埃，78歲，加拿大記者和政治家。[88]

### 23日
- 湯姆·考爾德，79歲，澳大利亞足球運動員。
- 羅西娜·勞倫斯，84歲，英裔加拿大女演員和歌[89]
- 尼科·姆巴爾加王子，47歲，奈及利亞伊博高級音樂家，死於摩托車事故。
- 唐·諾頓，59歲，美國橄欖球運動員。[90]
- 貝蒂·沙巴茲，63歲，美國民權宣導者，麥爾坎·X的遺孀，燒傷。[91]
- 阿查里亞·圖爾西，82歲，印度耆那教宗教領袖。[92]

### 24日
- 白賴仁基夫，75歲，美國演員[93]
- 保羅·拉瓦萊，88歲，美國指揮家、作曲家、編曲家、貝隆單簧管和薩克斯管。[94]
- 桑朱克塔·帕尼格拉希，52歲，印度奧迪西舞者[95]
- 倫納德·斯特朗，72歲，英國兒科科學教授

### 25日
- 鮑比·布萊克伍德，62歲，蘇格蘭足球運動員。[96]
- 雅克-伊夫·库斯托，87歲，法國探險家、環保主義者和海洋學家[97]
- 威廉·格林內爾，87歲，美式橄欖球運動員和教練，死於充血性心力衰竭。
- 馬里奧·薩爾瓦多里，90歲，美國結構工程師，哥倫比亞大學教授。[98]
- 索蒂姆·烏魯佐達，85歲，蘇聯和塔吉克作家。

### 26日
- 喬治·巴斯曼，83歲，美國作曲家和編曲家。[99]
- 唐·布蘭得利，72歲，英格蘭足球運動員。
- 查理·切斯特，83歲，英國喜劇演員、廣播電視節目主持人和作家。
- 羅伯特·弗魯赫特，90歲，德裔智利數學家。
- 唐·哈特森，84歲，美式橄欖球運動員，職業橄欖球名人堂成員。[100]
- 伊瑟瑞·卡瑪卡威烏歐爾，38歲，夏威夷本土音樂家和活動家，心臟病發作而死。
- 湯瑪斯·約瑟夫·墨菲，64歲，天主教會的美國主教[101]
- 威廉·特恩布爾，62歲，美國建築師[102]

### 27日
- 雷·本格，95歲，美國棒球運動員。[103]
- 納林德·比巴，56歲，印度旁遮普歌手。
- 撒母耳·迪瓦恩，81歲，美國政治家[104]
- 宗懷德，80歲，中國羅馬天主教主教。
- W. O. G. 洛夫茨，73歲，英國研究員和作家。[105]
- 哈裡森·馬克斯，70歲，英國魅力攝影師和色情電影導演。[106]
- 肯尼斯·尼特，82歲，澳大利亞男高音、歌劇製作人、作曲家和作家。[107]
- 肯·理查森，85歲，英國賽車和試車手。
- 翁迪諾·維埃拉，95歲，烏拉圭足球經理。[108]
- 方奕輝，81歲，香港高級警官

### 28日
- 加里·德沃爾，55歲，美國好萊塢編劇[109]
- 富雷斯特·杜威·多德里爾，95歲，美國醫生，Dodrill-GMR心臟機器的發明者。[110]
- 傑克·辛頓，87歲，二戰期間的紐西蘭士兵，維多利亞十字勳章獲得者。
- 休伯特·蘭姆，83歲，英國氣候學家。
- 希爾德加德·奧克斯，61歲，德國攝影師，死於白血病。
- 弗里德里希·冯·梅伦廷，92歲，二戰期間德國國防軍將軍。[111]
- 杨易辰，83歲，中國政治家。

### 29日
- 包拟古，83歲，美國語言學家。
- 威廉·希基，69歲，美國演員[112]
- 瑪喬麗·林克萊特，88歲，蘇格蘭藝術和環境活動家[113]
- 湯姆·洛弗爾，88歲，美國插畫家和畫家，死於車禍。[114]
- 皮蒂·羅森伯格，79歲，美國籃球運動員。[115]

### 30日
- 久拉·本科，78歲，匈牙利演員[116]
- 苏秉琦，87歲，中國考古學家。
- 威廉·布蘭得利，64歲，英國自行車賽車手和奧運選手。[117]
- 拉裡·奧迪亞，53歲，澳大利亞職業摔跤手，死於肝癌。[118]
- 阿爾西拉·蘇斯特·斯卡福，73歲，烏拉圭教師和詩人，患有呼吸系統疾病。